# П'євепелаго
П'євепелаго, П'євепелаґо (італ. Pievepelago) — муніципалітет в Італії, у регіоні Емілія-Романья,  провінція Модена.
П'євепелаго розташовані на відстані близько 300 км на північний захід від Рима, 70 км на південний захід від Болоньї, 55 км на південний захід від Модени.
Населення — 2235 осіб (2014). Щорічний фестиваль відбувається 15 серпня, першої неділі вересня. Покровитель — Santa Maria, San Teodoro.

## Демографія
Населення за роками:

Станом на 1 січня 2023 року в муніципалітеті офіційно проживали 304 іноземці з 22 країн, серед них 100 громадян країн Євросоюзу та 5 громадян України.

## Сусідні муніципалітети
- Барга
- Кастільйоне-ді-Гарфаньяна
- Корелья-Антельмінеллі
- Ф'юмальбо
- Фошіандора
- Фрассіноро
- П'єве-Фошіана
- Ріолунато